# Jesse Krohn

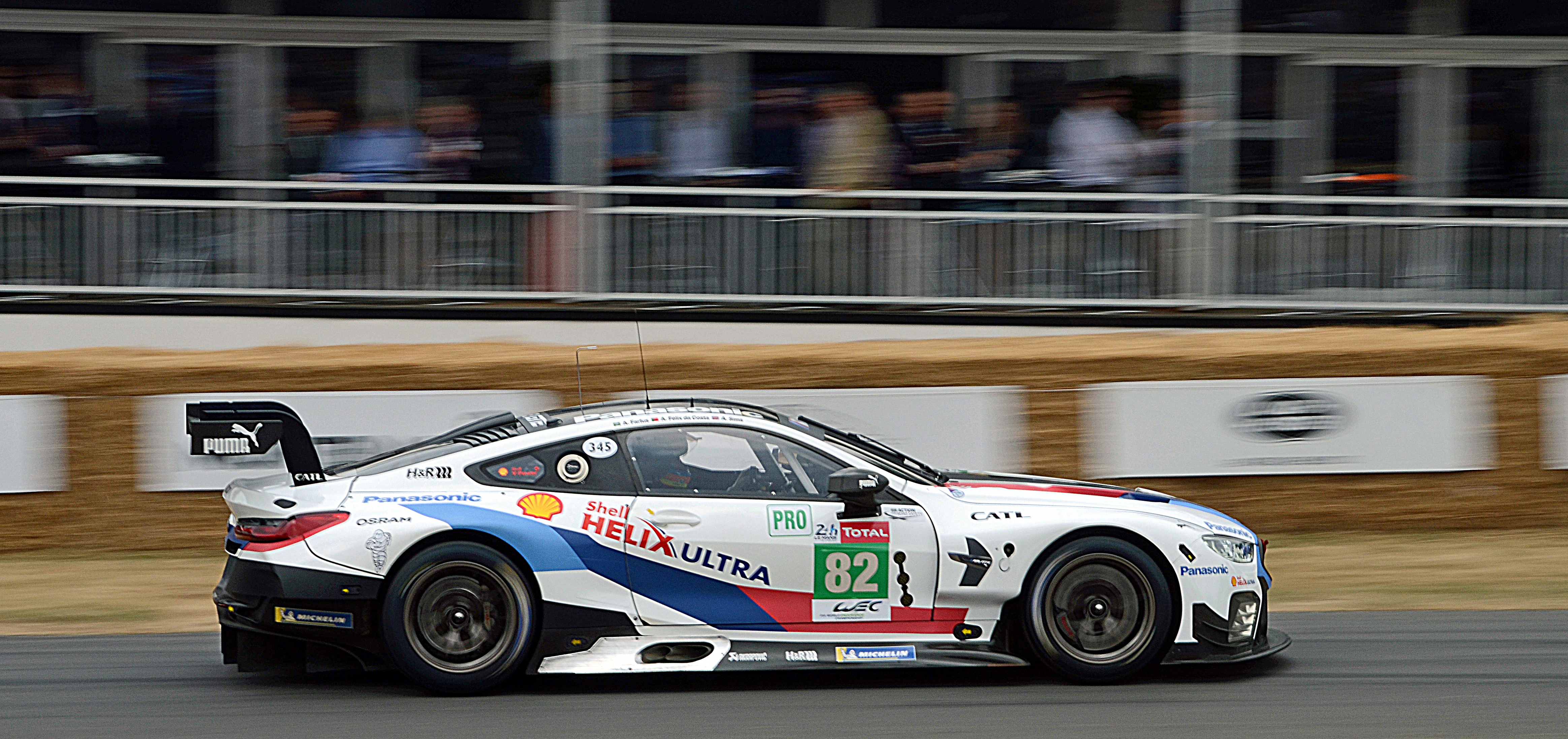
Der BMW M8 GTE mit dem Jesse Krohn beim 24-Stunden-Rennen von Le Mans 2019 am Start war

Jesse Kurki-Suonio (* 3. September 1990 in Nurmijärvi) ist ein finnischer Autorennfahrer.

## Privatleben
Krohn wurde in der Gemeinde Nurmijärvi im Süden der Region Uusimaa geboren. Sein Vater Pertti fuhr zeitweise als Konkurrent zu den späteren Formel-1-Fahrern Mika Häkkinen und Mika Salo. Obwohl er direkt hinter den beiden in der Meisterschaftswertung landete, schaffte er nie den Sprung aus Skandinavien heraus.
Krohn kommt aus einer motorsportverliebten Familie. Sein Vater, Pertti, trat in der Saison 1987 in der finnischen Formel-Ford-Meisterschaft als Teamkollege von Mika Häkkinen an (Formel-1-Weltmeister der Jahre 1998 und 1999). Seine Schwester Jenni und sein Bruder Oskari treten ebenfalls im Motorsport an, die beiden sind auf nationaler Ebene in Finnland aktiv.

## Karriere
Jesse Krohn begann seine Karriere im Alter von sechs Jahren im Kartsport, in welchem er neun Jahre lang antrat. Ab 2005 trat er neben den Monoposto auch in Sportwagen an und wurde Testfahrer für verschiedene Hersteller. 2006 trat er in einigen Formel-Ford-Rennen in seiner Heimat Finnland an, welche er als Achter beendete. Außerdem trat er beim Formel Ford Festival in Brands Hatch an, welches er als Zehnter abschloss, und in der britischen Formel Ford Winter Series, wo er Vizemeister hinter dem Briten David Mayes wurde. Krohn nahm im folgenden Jahr an der gesamten Saison der britischen Meisterschaft teil, nebenbei trat er in der finnischen Formel-3-Meisterschaft an. In der britischen Meisterschaft beendete er die Saison als 17. und hatte dabei 82 Punkte gesammelt. Sein Engagement in Finnland lief wesentlich besser, wo er am Ende Zweiter in der Gesamtwertung wurde; im Verlauf des Jahres hatte er sechs Siege gesammelt. Beim diesjährigen Formel Ford Festival war er erfolgreicher als im Jahr davor, da er den achten Platz erreichte.
Das Jahr 2008 war das bisher erfolgreichste seiner Karriere. Er sammelte drei Meistertitel in der finnischen, estnischen und skandinavischen (NEZ) Formel Renault. In Summe sammelte er in den drei Meisterschaften zehn Siege. Außerdem nahm er an den nationalen Meisterschaften in Großbritannien, Nordeuropa und Italien teil, in welchen er allerdings vergleichsweise geringe Erfolge sammeln konnte. Mit einigen Erfolgen aus dem vorigen Jahr im Gepäck nahm er zudem eine komplette Saison an der britischen Formel Renault Meisterschaft teil, in welcher er 117 Punkte und einen Sieg in Thruxton sammeln konnte.
Krohn erlangte traurige Bekanntheit, als er beim Rennen in Donington Park im Regen vom 25. auf den siebten Platz nach vorne fuhr, allerdings erlitt er kurz darauf einen Aufhängungsschaden und musste das Rennen mit nur drei Reifen beenden. Laut einer Aussage des Ingenieurs Andy Miller, der bei Mark Burdett Motorsport unter Vertrag stand, war es „genau das, was Jan Magnussen gemacht hätte“ (Miller war im Jahr 1994 an Magnussens Kampagne in der britischen Formel-3-Meisterschaft beteiligt).
Im Jahr 2014 wurde Krohn dann in das BMW Junior Programm aufgenommen, in welchem er unter Anleitung etablierter Fahrer wie Dirk Adorf und Jörg Müller drei Jahre trainiert wurde. Er gewann den Meistertitel der Saison 2017/18 der Asian Le Mans Series in der GT Klasse. Sein Teamkollege war Jun-San Chen, die beiden traten in einem BMW M6 GT3 für das FIST-Team AAI an. Im Jahr 2018 wurde Jesse Krohn zu einem BMW-Werksfahrer befördert.

## Statistik

### Le-Mans-Ergebnisse
| Jahr | Team          | Fahrzeug   | Teamkollege            | Teamkollege    | Platzierung | Ausfallgrund |
| ---- | ------------- | ---------- | ---------------------- | -------------- | ----------- | ------------ |
| 2019 | BMW Team MTEK | BMW M8 GTE | António Félix da Costa | Augusto Farfus | Rang 30     |              |

### Sebring-Ergebnisse
| Jahr | Team               | Fahrzeug        | Teamkollege     | Teamkollege    | Platzierung | Ausfallgrund |
| ---- | ------------------ | --------------- | --------------- | -------------- | ----------- | ------------ |
| 2016 | Turner Motorsport  | BMW M6 GT3      | Markus Palttala | Michael Marsal | Rang 27     |              |
| 2017 | Turner Motorsport  | BMW M6 GT3      | Justin Marks    | Jens Klingmann | Rang 37     |              |
| 2018 | BMW Team RLL       | BMW M6 GTLM     | John Edwards    | Nicky Catsburg | Ausfall     | Unfall       |
| 2019 | BMW Team RLL       | BMW M8 GTE      | John Edwards    | Philipp Eng    | Rang 13     |              |
| 2020 | BMW Team RLL       | BMW M8 GTE      | John Edwards    | Augusto Farfus | Rang 14     |              |
| 2021 | BMW Team RLL       | BMW M8 GTE      | John Edwards    | Augusto Farfus | Rang 10     |              |
| 2024 | BMW Team RLL       | BMW M Hybrid V8 | Philipp Eng     | Augusto Farfus | Rang 6      |              |
| 2025 | Paul Miller Racing | BMW M4 GT3 Evo  | Dan Harper      | Max Hesse      | Rang 20     |              |